# Орловское сельское поселение (Калачинский район)
Орловское се́льское поселе́ние — муниципальное образование в Калачинском районе Омской области Российской Федерации.
Административный центр — село Орловка.

## География
Граничит с Новосибирской областью, Ивановским сельским поселением Калачинского района Омской области, Глуховским сельским поселением Калачинского района и Нижнеомским районом Омской области.
По территории сельского поселения протекает река Омь. В 9 км к юго-востоку от Орловки на Транссибирской магистрали находится железнодорожная станция Колония.

## История
Деревни, входящие в сельское поселение, были основаны переселенцами из Прибалтики в 1860-е годы.
Статус и границы сельского поселения установлены Законом Омской области от 30 июля 2004 года № 548-ОЗ «О границах и статусе муниципальных образований Омской области».

## Население
| 2010 | 2011 | 2012 | 2013 | 2014 | 2015 | 2016 |
| ---- | ---- | ---- | ---- | ---- | ---- | ---- |
| 727  | ↘725 | ↘698 | ↘688 | ↗699 | ↘695 | ↘693 |
| 2017 | 2018 | 2019 | 2020 | 2021 | 2023 |      |
| ↗711 | ↘706 | ↘665 | ↘636 | ↗687 | ↘649 |      |

## Состав сельского поселения
| № | Населённый пункт | Тип населённого пункта       | Население |
| - | ---------------- | ---------------------------- | --------- |
| 1 | Новый Ревель     | деревня                      | ↘250      |
| 2 | Орловка          | село, административный центр | ↘419      |
| 3 | Старая Рига      | деревня                      | ↘7        |
| 4 | Старый Ревель    | деревня                      | ↘51       |

### Национальный состав
По данным переписи 2010 года:
- Русские — 481 чел.
- Немцы — 86 чел.
- Эстонцы — 60 чел.

## Инфраструктура
По данным на 2011 год в Орловском сельском поселении четыре магазина, столовая, спортзал, три клуба, две библиотеки, три фельдшерско-акушерских пункта и школа.